# Dolichophis cypriensis
Dolichophis cypriensis là một loài rắn trong họ Rắn nước. Loài này được Schätti mô tả khoa học đầu tiên năm 1985.